# Basílica de San Pedro de Conocoto
La Basílica de San Pedro de Conocoto, conocida también como Iglesia San Pedro de Conocoto. o simplemente Iglesia de Conocoto, es un templo católico ubicado en la parroquia rural de Conocoto, en el Distrito Metropolitano de Quito. La iglesia actual fue construida durante la primera mitad del siglo XX siguiendo los planos del padre Pedro Brüning

## Historia
Conocoto fue elevada a parroquia en 1725 y su iglesia original era un edificio sencillo con techo de paja.
A principios del siglo XX se encarga al padre lazarista alemán Pedro Huberto Brüning el diseño y construcción de la nueva iglesia. Esta se erigió gracias al apoyo económico y a la mano de obra de la comunidad
El 1 de mayo de 1948. fue consagrada al Sagrado Corazón de Jesús por el Cardenal María de la Torre

## Descripción

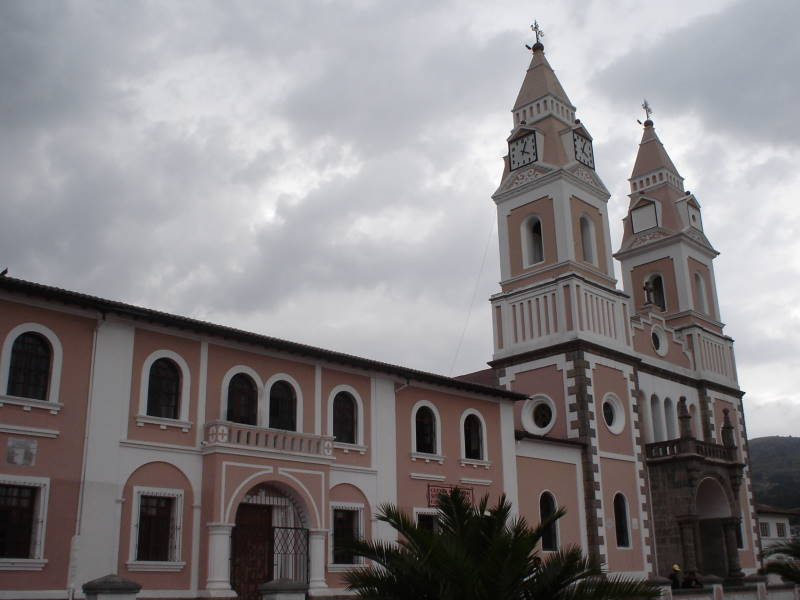
Iglesia, vista desde el Parque Central.

El pórtico de la iglesia está compuesto por un gran arco de piedra coronado por una balaustrada y que descansa sobre dos macizas columnas también de piedra. A sus lados se erigen dos altas torres, de las cuales la izquierda contiene un reloj en cada una de sus cuatro caras. Estos relojes se colocaron en 1970. Además, los chapiteles presentan la característica forma piramidal de varias de las iglesias del padre Brüning
El interior está compuesto por tres naves separadas por un sistema de arcos que descansan sobre pesadas columnas de piedra. Las bóvedas son de piedra pómez. Los arcos y las paredes del interior están decorados con pintura mural.
La estructura general es de ladrillo, hace uso de contrafuertes y está decorada con rosetones.